# Wiwian Krastewa
Wiwian Krastewa (bulgarisch Вивиан Кръстева; * 8. Mai 2002) ist eine bulgarische Leichtathletin, die sich auf den Siebenkampf spezialisiert hat.

## Sportliche Laufbahn
Erste internationale Erfahrungen sammelte Wiwian Krastewa im Jahr 2020, als sie bei den U20-Balkan-Hallenmeisterschaften in Istanbul mit 5,39 m den elften Platz im Weitsprung belegte. Im September gelangte sie bei den U20-Balkan-Meisterschaften ebendort mit 5,70 m auf den fünften Platz. Im Jahr darauf erreichte sie bei den U20-Balkan-Meisterschaften ebendort mit 4300 Punkten den vierten Platz im Siebenkampf und 2022 wurde sie bei den Balkan-Meisterschaften in Craiova mit 4395 Punkten Achte. Im Jahr darauf belegte sie bei den Balkan-Meisterschaften in Kraljevo mit 4899 Punkten den fünften Platz. Ende Mai wurde sie bei den Balkan-Meisterschaften in Izmir mit 4734 Punkten ebenfalls Fünfte im Siebenkampf.
2023 wurde Krastewa bulgarische Hallenmeisterin im Fünfkampf sowie Landesmeisterin im Siebenkampf.

## Persönliche Bestleistungen
- Weitsprung: 5,94 m, 29. Januar 2023 in Sofia
- Siebenkampf: 4899 Punkte, 23. Juli 2023 in Kraljevo
  - Fünfkampf (Halle): 3637 Punkte, 29. Januar 2023 in Sofia